# 이주현 (1982년)
이주현(1982년 7월 5일 ~ )은 대한민국의 배우이다.

## 출연 작품

### 드라마
- 《며느리 전성시대》
- 《9회말 2아웃》
- 《궁S》

## 학력
- 백제예술대학